# Fakrou
Fakrou è il nome che i Tuareg del Nord danno ad una cammella protagonista di un racconto tradizionale in cui si mescolano elementi antichi preislamici ed elementi propri della religione islamica.
Il termine viene riportato da Charles de Foucauld nel suo dizionario di nomi propri (1940), con il seguente commento: "nome proprio della cammella del profeta Saleh. Fâkrou venne uccisa e mangiata da empi che Dio trasformò in animali". Dal rimando a Salih, un profeta che avrebbe preceduto Maometto e avrebbe svolto la sua opera presso il popolo antico dei Thamudeni, sembra chiara l'allusione ad una vicenda richiamata in tre passi coranici (VII, 77; XI, 65 e XXVI, 157): questo profeta avrebbe cercato di provare la propria missione mostrando il segno di una cammella. Essi però non gli credettero, uccisero la cammella, e furono puniti da Dio venendo sterminati. La derivazione dall'episodio coranico è evidente anche dal nome Fakrou, che rappresenta l'adattamento secondo la fonetica tuareg dell'espressione araba fa-caqaru: "ma essi (le) tagliarono i garretti..." che ricorre più volte nei passi citati.
Comunque sia, la vicenda è stata integrata in un mito antico sull'origine delle costellazioni, in particolare dell'Orsa Maggiore, che per i Tuareg è una cammella (infatti essi integrano anche Arturo nella costellazione, che così viene ad avere un lungo "collo", proprio come una cammella). Secondo questa leggenda (riportata in modo frammentario in diversi lavori), non solo la cammella venne trasformata in costellazione, ma anche i suoi uccisori sarebbero stati trasformati, per punizione, in animali. In particolare uno di essi, di classe nobile, sarebbe stato trasformato in varano, un animale le cui carni sono tabù per i tuareg, che si considerano suoi discendenti.